# Eupithecia taracapa
Eupithecia tarapaca là một loài bướm đêm trong họ Geometridae.